# Élections régionales belges de 2014
Les élections régionales de 2014 en Belgique ont lieu le 25 mai 2014.
313 sièges sont à pourvoir dans les 5 parlements régionaux et/ou communautaires :
- 124 députés au Parlement flamand
- 75 députés au Parlement de Wallonie (siègent aussi au parlement de la Communauté française[1])
- 89 députés au Parlement bruxellois, dont :
  - 72 au collège francophone (ils élisent 19 parmi eux qui siègent aussi au Parlement de la Communauté française)
  - 17 au collège néerlandophone
- 25 députés au Parlement de la Communauté germanophone de Belgique

## Parlement flamand

### Sondages
| Date              | Journal                     | CD&V   | VB     | sp.a   | Open Vld | N-VA   | Groen | PVDA+ | Autres | Avance du premier parti |
| 25 mai 2014       | Élections régionales 2014   | 20,5 % | 5,9 %  | 14,0 % | 14,2 %   | 31,9 % | 8,7 % | 2,5 % | 1,5 %  | 11,4 %                  |
| 23 mai 2014       | Le Soir                     | 17,1 % | 8,8 %  | 15 %   | 14,2 %   | 29,8 % | 8,4 % | 3,4 % | 3,3 %  | 12,7 %                  |
| 25 avril 2014     | De Standaard,               | 20 %   | 6,7 %  | 14,5 % | 12,7 %   | 33,2 % | 9,1 % | 1,7 % | 2,1 %  | 13,2 %                  |
| 23 avril 2014     | Le Soir                     | 17,6 % | 10,3 % | 13,5 % | 13,5 %   | 32,8 % | 8,7 % | 3,4 % | 0,2 %  | 15,2 %                  |
| 15 avril 2014     | La Libre Belgique           | 16,9 % | 9,9 %  | 13,6 % | 13,5 %   | 32,9 % | 7,6 % | 4,1 % | 1,5 %  | 16 %                    |
| 21 février 2014   | La Libre Belgique           | 17,6 % | 9,8 %  | 14,6 % | 12,8 %   | 32,3 % | 7,3 % | 3,7 % | 1,9 %  | 14,7 %                  |
| 13 février 2014   | Le Soir                     | 18,5 % | 7,6 %  | 13,3 % | 13,3 %   | 32,3 % | 8,4 % | 2,7 % | 3,9 %  | 13,8 %                  |
| 24 novembre 2013  | La Libre Belgique           | 17,9 % | 9,9 %  | 14,1 % | 12,4 %   | 30,8 % | 8,0 % | 2,0 % | 4,9 %  | 12,9 %                  |
| 21 novembre 2013  | Le Soir                     | 17,4 % | 9,6 %  | 13,1 % | 14,4 %   | 31,2 % | 8,9 % | 3 %   | 2,4 %  | 13,8 %                  |
| 2 septembre 2013  | La Libre Belgique           | 17,3 % | 11,3 % | 12,0 % | 11,8 %   | 35,5 % | 6,9 % | 1,5 % | 5,2 %  | 18,2 %                  |
| 16 juin 2013      | Le Soir                     | 15,7 % | 9,4 %  | 13,9 % | 13,2 %   | 35,0 % | 7,7 % | / %   | 5,1 %  | 19,3 %                  |
| 25 mai 2013       | La Libre Belgique           | 15,9 % | 12,9 % | 14,1 % | 12,9 %   | 32,8 % | 6,5 % | 2,5 % | 2,4 %  | 16,9 %                  |
| 25 mai 2013       | De Standaard                | 17,4 % | 10,6 % | 14,7 % | 10,1 %   | 32,1 % | 9,5 % | / %   | 5,6 %  | 14,7 %                  |
| 24 mars 2013      | Le Soir                     | 16,7 % | 10,5 % | 13,6 % | 12,3 %   | 33,6 % | 7,7 % | / %   | 5,6 %  | 16,9 %                  |
| 16 mars 2013      | Het Laatste Nieuws          | 15,1 % | 11,3 % | 14,7 % | 12,1 %   | 33,8 % | 8,4 % | / %   | 5,6 %  | 18,7 %                  |
| 22 février 2013   | La Libre Belgique           | 14,1 % | 6,8 %  | 14,9 % | 10 %     | 39 %   | 8,7 % | 2,4 % | 4,1 %  | 24,1 %                  |
| 30 novembre 2012  | La Libre Belgique           | 16,5 % | 10,7 % | 14,4 % | 9,6 %    | 35,4 % | 8,0 % | 3,6 % | 1,8 %  | 18,9 %                  |
| 14 octobre 2012   | Élections provinciales 2012 | 21,4 % | 8,9 %  | 13,6 % | 14,6 %   | 28,5 % | 8,3 % | / %   | 4,6 %  | 7,1 %                   |
| 14 septembre 2012 | De Standaard                | 18,5 % | 9,5 %  | 14,5 % | 10,7 %   | 36,3 % | 7,9 % | / %   | 2,6 %  | 17,8 %                  |
| 10 juin 2010      | Élections fédérales 2010    | 17,6 % | 12,6 % | 15,0 % | 14,0 %   | 28,2 % | 7,1 % | / %   | 5,5 %  | 10,6 %                  |
| 7 juin 2009       | Élections régionales 2009   | 22,9 % | 15,3 % | 15,3 % | 15,0 %   | 13,1 % | 6,8 % | 1 %   | 11,8 % | 7,6 %                   |

### Résultats
|                        |                                                 |           |       |       |        |               |
| Parti                  | Parti                                           | Voix      | %     | +/-   | Sièges | +/-           |
|                        | Nieuw-Vlaamse Alliantie (N-VA)                  | 1 339 946 | 31,88 | 18,82 | 43     | 27            |
|                        | Christen-Democratisch en Vlaams (CD&V)          | 860 694   | 20,48 | 2,38  | 27     | 4             |
|                        | Open Vlaamse Liberalen en Democraten (Open VLD) | 594 469   | 14,15 | 0,84  | 19     | 2             |
|                        | Socialistische Partij Anders (sp.a)             | 587 903   | 13,99 | 1,28  | 18     | 1             |
|                        | Groen                                           | 365 781   | 8,70  | 1,93  | 10     | 3             |
|                        | Vlaams Belang (VB)                              | 248 840   | 5,92  | 9,36  | 6      | 15            |
|                        | Parti du travail de Belgique (PVDA)             | 106 114   | 2,53  | 1,49  | 0      | en stagnation |
|                        | Union des francophones (UF)                     | 34 741    | 0,83  | 0,32  | 1      | en stagnation |
|                        | Piratenpartij                                   | 25 986    | 0,62  | Nv.   | 0      | en stagnation |
|                        | Genoeg                                          | 10 612    | 0,25  | Nv.   | 0      | en stagnation |
|                        | ROSSEM                                          | 9 937     | 0,24  | Nv.   | 0      | en stagnation |
|                        | Autres                                          | 17 433    | 0,41  | -     | 0      | -             |
|                        |                                                 |           |       |       |        |               |
| Suffrages exprimés     | Suffrages exprimés                              | 4 202 435 | 95,03 |       |        |               |
| Votes blancs et nuls   | Votes blancs et nuls                            | 219 601   | 4,97  |       |        |               |
| Total                  | Total                                           | 4 422 036 | 100   | -     | 124    | en stagnation |
| Abstention             | Abstention                                      | 357 108   | 7,47  |       |        |               |
| Inscrits/Participation | Inscrits/Participation                          | 4 779 144 | 92,53 |       |        |               |

## Parlement wallon

### Sondages
| Date             | Journal                     | PS     | MR      | Ecolo  | CDH     | PTB-go! | PP     | FDF    | Autres | Avance du premier parti |
| ---------------- | --------------------------- | ------ | ------- | ------ | ------- | ------- | ------ | ------ | ------ | ----------------------- |
| 25 mai 2014      | Élections régionales 2014   | 30,9 % | 26,68 % | 8,62 % | 15,17 % | 5,76 %  | 4,86 % | 2,53 % | 5,46 % | 4,22 %                  |
| 22 mai 2014      | Le Soir                     | 28,8 % | 21 %    | 9,1 %  | 13,3 %  | 8,3 %   | 5,7 %  | 4,5 %  | 9,3 %  | 7,8 %                   |
| 14 mai 2014      | La Libre Belgique           | 28,7 % | 21,8 %  | 9,4 %  | 11,6 %  | 8,5 %   | 5,8 %  | 3,1 %  | 11,1 % | 6,9 %                   |
| 23 avril 2014    | Le Soir                     | 28,9 % | 23,3 %  | 10,9 % | 13,7 %  | 9,2 %   | 7 %    | 2,5 %  | 4,5 %  | 5,6 %                   |
| 15 avril 2014    | La Libre Belgique           | 29,3 % | 22,6 %  | 11 %   | 9,4 %   | 8,1 %   | 5,4 %  | 2,7 %  | 11,5 % | 6,7 %                   |
| 21 février 2014  | La Libre Belgique           | 28 %   | 24,1 %  | 10,6 % | 10,2 %  | 7,6 %   | 5,9 %  | 2,3 %  | 11,3 % | 3,9 %                   |
| 13 février 2014  | Le Soir                     | 28,4 % | 23,3 %  | 11,4 % | 12,5 %  | 6,7 %   | 5,6 %  | 2 %    | 10,1 % | 5,1 %                   |
| 24 novembre 2013 | La Libre Belgique           | 30,3 % | 22,1 %  | 11,2 % | 12,7 %  | 4,1 %   | 4 %    | 3,3 %  | 12,3 % | 8,2 %                   |
| 21 novembre 2013 | Le Soir                     | 29,3 % | 21,7 %  | 11,2 % | 14 %    | 4,1 %   | 2,8 %  | 2,2 %  | 14,7 % | 7,6 %                   |
| 2 septembre 2013 | La Libre Belgique           | 30,3 % | 23,5 %  | 12,7 % | 12,8 %  | 3,7 %   | 2,1 %  | 3,1 %  | 11,8 % | 6,8 %                   |
| 16 juin 2013     | Le Soir                     | 28,7 % | 22,2 %  | 13,0 % | 12,6 %  | 4,5 %   | -      | -      | 19,1 % | 6,5 %                   |
| 25 mai 2013      | La Libre Belgique           | 28,6 % | 24,0 %  | 14,7 % | 12,9 %  | 4,6 %   | 1,4 %  | 2,8 %  | 11 %   | 4,6 %                   |
| 22 février 2013  | La Libre Belgique           | 30,2 % | 24,2 %  | 12,9 % | 12,3 %  | 4,2 %   | 2,5 %  | 3,5 %  | 10,2 % | 6 %                     |
| 30 novembre 2012 | La Libre Belgique           | 30,6 % | 23,5 %  | 11,3 % | 12,7 %  | 5,4 %   | 2,4 %  | 2,1 %  | 12 %   | 7,1 %                   |
| 14 octobre 2012  | Élections provinciales 2012 | 32,0 % | 27,7 %  | 13,2 % | 17,0 %  | -       | -      | -      | 10,2 % | 4,3 %                   |
| 10 juin 2010     | Élections fédérales 2010    | 37,6 % | 22,2 %  | 12,3 % | 14,6 %  | 1,9 %   | -      | -      | 11,3 % | 15,4 %                  |
| 7 juin 2009      | Élections régionales 2009   | 32,8 % | 23,4 %  | 18,5 % | 16,1 %  | -       | -      | -      | 9,1 %  | 9,4 %                   |

### Résultats
|                        |                                            |           |       |      |        |               |  |
| Parti                  | Parti                                      | Voix      | %     | +/-  | Sièges | +/-           |  |
|                        | Parti socialiste (PS)                      | 632 653   | 30,90 | 1,87 | 30     | 1             |  |
|                        | Mouvement réformateur (MR)                 | 546 363   | 26,69 | 3,28 | 25     | 6             |  |
|                        | Centre démocrate humaniste (cdH)           | 310 495   | 15,17 | 0,97 | 13     | en stagnation |  |
|                        | Ecolo                                      | 176 486   | 8,62  | 9,92 | 4      | 10            |  |
|                        | Parti du travail (PTB)                     | 117 882   | 5,76  | 4,52 | 2      | 2             |  |
|                        | Parti populaire (PP)                       | 99 580    | 4,86  | Nv.  | 1      | 1             |  |
|                        | Fédéralistes démocrates francophones (FDF) | 51 830    | 2,53  | Nv.  | 0      | en stagnation |  |
|                        | La Droite                                  | 28 438    | 1,39  | Nv.  | 0      | en stagnation |  |
|                        | Debout les Belges                          | 16 618    | 0,81  | Nv.  | 0      | en stagnation |  |
|                        | Nation                                     | 10 839    | 0,53  | Nv.  | 0      | en stagnation |  |
|                        | Rassemblement Wallonie France (RWF)        | 9 731     | 0,48  | 0,91 | 0      | en stagnation |  |
|                        | Wallonie d'abord                           | 9 082     | 0,44  | 0,52 | 0      | en stagnation |  |
|                        | MG                                         | 4 958     | 0,24  | Nv.  | 0      | en stagnation |  |
|                        | Parti des pensionnés (PP)                  | 4 811     | 0,23  | 0,03 | 0      | en stagnation |  |
|                        | Autres                                     | 9 238     | 0,46  | -    | 0      | -             |  |
|                        |                                            |           |       |      |        |               |  |
| Suffrages exprimés     | Suffrages exprimés                         | 2 007 038 | 92,32 |      |        |               |  |
| Votes blancs et nuls   | Votes blancs et nuls                       | 166 863   | 7,68  |      |        |               |  |
| Total                  | Total                                      | 2 173 901 | 100   | -    | 75     | en stagnation |  |
| Abstention             | Abstention                                 | 268 796   | 11,00 |      |        |               |  |
| Inscrits/Participation | Inscrits/Participation                     | 2 442 697 | 89,00 |      |        |               |  |

## Parlement de la Région de Bruxelles-Capitale

### Accords d'apparentements
Depuis la sixième réforme de l’état, il existe à Bruxelles la possibilité d'accord d'apparentement dans le collège électoral francophone. Le PTB, le B.U.B., Pro Bruxsel, le Rassemblement R et le Parti pirate ont décidé d'en signer un pour leur permettre de dépasser le seuil des 5 %. Deux autres accords ont été signés, l'un entre La Droite, Égalitaires ! et Debout les Belges !, et l'autre entre VEGA et Gauches communes. Cet accord permet à plusieurs listes de cumuler leur score lors de la répartition des sièges pour dépasser ensemble le seuil des 5 %.

### Résultats
|                                  |                                                 |         |       |       |        |               |  |  |  |  |  |  |  |  |
| Parti                            | Parti                                           | Voix    | %     | +/-   | Sièges | +/-           |  |  |  |  |  |  |  |  |
| Collège électoral francophone    |                                                 |         |       |       |        |               |  |  |  |  |  |  |  |  |
|                                  | Parti socialiste (PS)                           | 108 755 | 26,59 | 0,35  | 21     | en stagnation |  |  |  |  |  |  |  |  |
|                                  | Mouvement réformateur (MR)                      | 94 227  | 23,04 | 6,78  | 18     | 6             |  |  |  |  |  |  |  |  |
|                                  | Fédéralistes démocrates francophones (FDF)      | 60 547  | 14,80 | Nv.   | 12     | 12            |  |  |  |  |  |  |  |  |
|                                  | Centre démocrate humaniste (cdH)                | 48 012  | 11,74 | 3,06  | 9      | 2             |  |  |  |  |  |  |  |  |
|                                  | Ecolo                                           | 41 360  | 10,11 | 10,11 | 8      | 8             |  |  |  |  |  |  |  |  |
|                                  | Parti du travail de Belgique (PTB/PVDA-Go!)     | 15 777  | 3,86  | 3,02  | 4      | 4             |  |  |  |  |  |  |  |  |
|                                  | Debout les Belges (DLB)                         | 9 424   | 2,30  | Nv.   | 0      | en stagnation |  |  |  |  |  |  |  |  |
|                                  | Parti populaire (PP)                            | 7 942   | 1,94  | Nv.   | 0      | en stagnation |  |  |  |  |  |  |  |  |
|                                  | ISLAM                                           | 6 945   | 1,70  | Nv.   | 0      | en stagnation |  |  |  |  |  |  |  |  |
|                                  | Parti pirate                                    | 3 026   | 0,74  | Nv.   | 0      | en stagnation |  |  |  |  |  |  |  |  |
|                                  | La Droite (LD)                                  | 2 973   | 0,73  | Nv.   | 0      | en stagnation |  |  |  |  |  |  |  |  |
|                                  | ProBruxsel                                      | 2 962   | 0,72  | Nv.   | 0      | en stagnation |  |  |  |  |  |  |  |  |
|                                  | VEGA                                            | 2 070   | 0,51  | Nv.   | 0      | en stagnation |  |  |  |  |  |  |  |  |
|                                  | Nation                                          | 1 360   | 0,33  | 0,21  | 0      | en stagnation |  |  |  |  |  |  |  |  |
|                                  | Gauches communes                                | 839     | 0,21  | Nv.   | 0      | en stagnation |  |  |  |  |  |  |  |  |
|                                  | Autres                                          | 2 829   | 0,67  | -     | 0      | -             |  |  |  |  |  |  |  |  |
| Total                            | Total                                           | 409 048 | 100   | -     | 72     | en stagnation |  |  |  |  |  |  |  |  |
| Collège électoral néerlandophone |                                                 |         |       |       |        |               |  |  |  |  |  |  |  |  |
|                                  | Open Vlaamse Liberalen en Democraten (Open VLD) | 14 250  | 26,70 | 3,63  | 5      | 1             |  |  |  |  |  |  |  |  |
|                                  | Socialistische Partij Anders (sp.a)             | 10 446  | 19,57 | 0,11  | 3      | 1             |  |  |  |  |  |  |  |  |
|                                  | Groen                                           | 9 551   | 17,89 | 6,69  | 3      | 1             |  |  |  |  |  |  |  |  |
|                                  | Nieuw-Vlaamse Alliantie (N-VA)                  | 9 075   | 17,00 | 12,01 | 3      | 2             |  |  |  |  |  |  |  |  |
|                                  | Christen-Democratisch en Vlaams (CD&V)          | 6 102   | 11,43 | 3,42  | 2      | 1             |  |  |  |  |  |  |  |  |
|                                  | Vlaams Belang (VB)                              | 2 987   | 5,60  | 11,91 | 1      | 2             |  |  |  |  |  |  |  |  |
|                                  | Pro-Bruxsel N                                   | 662     | 1,24  | 1,12  | 0      | en stagnation |  |  |  |  |  |  |  |  |
|                                  | Pensio(e)n Plus                                 | 306     | 0,57  | Nv.   | 0      | en stagnation |  |  |  |  |  |  |  |  |
| Total                            | Total                                           | 53 379  | 100   | -     | 17     | en stagnation |  |  |  |  |  |  |  |  |
|                                  |                                                 |         |       |       |        |               |  |  |  |  |  |  |  |  |
| Suffrages exprimés               | Suffrages exprimés                              | 462 427 | 94,65 |       |        |               |  |  |  |  |  |  |  |  |
| Votes blancs et nuls             | Votes blancs et nuls                            | 26 156  | 5,35  |       |        |               |  |  |  |  |  |  |  |  |
| Total                            | Total                                           | 488 583 | 100   | -     | 89     | en stagnation |  |  |  |  |  |  |  |  |
| Abstention                       | Abstention                                      | 95 727  | 16,38 |       |        |               |  |  |  |  |  |  |  |  |
| Inscrits/Participation           | Inscrits/Participation                          | 584 310 | 83,62 |       |        |               |  |  |  |  |  |  |  |  |

### Sondages
| Date             | Journal                   | MR     | PS     | Ecolo  | CDH    | FDF    | PTB*PVDA-go! | Open Vld | sp.a  | VB    | CD&V  | Groen | N-VA  | Autres | Avance du premier parti |
| ---------------- | ------------------------- | ------ | ------ | ------ | ------ | ------ | ------------ | -------- | ----- | ----- | ----- | ----- | ----- | ------ | ----------------------- |
| 25 mai 2014      | Élections régionales 2014 | 20,3 % | 23,5 % | 8,9 %  | 10,3 % | 13,1 % | 3,4 %        | 3,1 %    | 2,3 % | 0,7 % | 1,3 % | 2,1 % | 2 %   | 10,5 % | 3,6 %                   |
| 22 mai 2014      | Le Soir                   | 20,8 % | 18,2 % | 10,5 % | 9,7 %  | 11,3 % | 4,2 %        | -        | -     | -     | -     | -     | -     | 25,3 % | 2,6 %                   |
| 14 mai 2014      | La Libre Belgique         | 21 %   | 19,2 % | 8,5 %  | 10,9 % | 11,5 % | 7,5 %        | 3,5 %    | 2,5 % | 1,9 % | 2 %   | -     | 2 %   | 9,5 %  | 1,8 %                   |
| 23 avril 2014    | Le Soir                   | 20,3 % | 22,5 % | 9,6 %  | 9,8 %  | 9,3 %  | 6 %          | -        | -     | -     | -     | -     | -     | 22,5 % | 1,2 %                   |
| 15 avril 2014    | La Libre Belgique         | 20,2 % | 17,6 % | 8 %    | 11,6 % | 8,3 %  | 7,2 %        | 3,8 %    | 1,1 % | 3 %   | 2,1 % | 1,9 % | 2,1 % | 13,1 % | 2,6 %                   |
| 21 février 2014  | La Libre Belgique         | 21,8 % | 18,1 % | 10,1 % | 12,5 % | 10,4 % | 6,5 %        | 3,5 %    | 1 %   | 1 %   | 1,5 % | 2,9 % | 2,7 % | 8 %    | 3,7 %                   |
| 13 février 2014  | Le Soir                   | 20 %   | 21,2 % | 9,6 %  | 10,4 % | 9,6 %  | 6,8 %        | -        | -     | -     | -     | -     | -     | 22,4 % | 1,2 %                   |
| 24 novembre 2013 | La Libre Belgique         | 22,6 % | 20,8 % | 10,6 % | 12,2 % | 11,8 % | 2,3 %        | 2,4 %    | 2,3 % | 2,0 % | 1,6 % | 2,1 % | 1,7 % | 9,3 %  | 1,8 %                   |
| 21 novembre 2013 | Le Soir                   | 18,7 % | 24,1 % | 11,3 % | 9,7 %  | 12,4 % | 2,6 %        | -        | -     | -     | -     | -     | -     | 21,2 % | 5,4 %                   |
| 2 septembre 2013 | La Libre Belgique         | 22,5 % | 21,1 % | 11,7 % | 10,5 % | 11,2 % | 3,2 %        | 1,8 %    | 1,6 % | 2 %   | 1,7 % | 1,8 % | 2,9 % | 8 %    | 1,4 %                   |
| 16 juin 2013     | Le Soir                   | 20,9 % | 24,5 % | 10,5 % | 10,2 % | -      | 4,5 %        | -        | -     | -     | -     | -     | -     | 29,4 % | 3,6 %                   |
| 25 mai 2013      | La Libre Belgique         | 21,9 % | 19,9 % | 12,4 % | 9,8 %  | 11,4 % | 2,4 %        | 2,1 %    | 1,6 % | 3 %   | 1,7 % | 1,4 % | 3,3 % | 9,1 %  | 2,0 %                   |
| 22 février 2013  | La Libre Belgique         | 22,8 % | 21,3 % | 10,6 % | 11,4 % | 11 %   | 3,8 %        | 2,5 %    | 1,2 % | 1,4 % | 2,5 % | 1,6 % | 2,9 % | 7 %    | 1,5 %                   |
| 30 novembre 2012 | La Libre Belgique         | 23 %   | 22,3 % | 10,4 % | 9,7 %  | 9,5 %  | 2,3 %        | 1,9 %    | 1,3 % | 2,1 % | 1,8 % | 1,8 % | 3,4 % | 10,5 % | 0,7 %                   |
| 10 juin 2010     | Élections fédérales 2010  | 27,1 % | 26,6 % | 12,0 % | 12,2 % | –      | 1,6 %        | 2,3 %    | 2,0 % | 1,7 % | 1,6 % | 1,6 % | 1,8 % | 11,1 % | 0,5 %                   |
| 7 juin 2009      | Élections régionales 2009 | 26,5 % | 23,3 % | 17,9 % | 13,1 % | –      | -            | 2,6 %    | 2,2 % | 2,0 % | 1,7 % | 1,3 % | 0,6 % | 8,9 %  | 3,2 %                   |

## Parlement de la Communauté germanophone

### Têtes de liste
| Parti | Parti             | Tête de liste       |
| ----- | ----------------- | ------------------- |
|       | CSP               | Robert Nelles       |
|       | ProDG             | Oliver Paasch       |
|       | SP                | Karl-Heinz Lambertz |
|       | PFF MR            | Isabelle Weykmans   |
|       | VIVANT            | Michael Balter      |
|       | Ecolo             | Franziska Franzen   |
|       | Parti libertarien | Pascale Baudimont   |

### Résultats
|                        |                                              |        |       |      |        |               |  |  |  |  |  |  |  |  |
| Parti                  | Parti                                        | Voix   | %     | +/-  | Sièges | +/-           |  |  |  |  |  |  |  |  |
|                        | Christlich Soziale Partei (CSP)              | 9 351  | 24,86 | 2,16 | 7      | en stagnation |  |  |  |  |  |  |  |  |
|                        | ProDG                                        | 8 352  | 22,21 | 4,72 | 6      | 2             |  |  |  |  |  |  |  |  |
|                        | SP Regionalverband Ostbelgien (SP)           | 6 047  | 16,08 | 3,22 | 4      | 1             |  |  |  |  |  |  |  |  |
|                        | Partei für Freiheit und Fortschritt (PFF-MR) | 5 847  | 15,55 | 1,97 | 4      | en stagnation |  |  |  |  |  |  |  |  |
|                        | VIVANT                                       | 3 994  | 10,62 | 3,46 | 2      | en stagnation |  |  |  |  |  |  |  |  |
|                        | Ecolo                                        | 3 590  | 9,54  | 1,96 | 2      | 1             |  |  |  |  |  |  |  |  |
|                        | Parti libertarien (P-Lib)                    | 432    | 1,15  | Nv.  | 0      | en stagnation |  |  |  |  |  |  |  |  |
|                        |                                              |        |       |      |        |               |  |  |  |  |  |  |  |  |
| Suffrages exprimés     | Suffrages exprimés                           | 37 613 | 88,87 |      |        |               |  |  |  |  |  |  |  |  |
| Votes blancs et nuls   | Votes blancs et nuls                         | 4 711  | 11,13 |      |        |               |  |  |  |  |  |  |  |  |
| Total                  | Total                                        | 42 324 | 100   | -    | 25     | en stagnation |  |  |  |  |  |  |  |  |
| Abstention             | Abstention                                   | 6 676  | 13,62 |      |        |               |  |  |  |  |  |  |  |  |
| Inscrits/Participation | Inscrits/Participation                       | 4 900  | 86,38 |      |        |               |  |  |  |  |  |  |  |  |